# ISM (VALSHEのアルバム)
『ISM』（イズム）は、VALSHEの6枚目のミニアルバム。2021年12月22日にビーイングから発売された。

## 概要
本作のタイトルの意味は“主義・主張”であり、VALSHEのスタイルを改めて発信していくという、その覚悟や気合いが込められており、VALSHE曰く、「今の「人間としての育成期間だった」という話しにも通じますが、自分はデビュー以前は人とのコミュニケーションを極力避けて生きてきた人間です。でも、音楽活動を通じて、ファンの方にメッセージを発信したり、誰かを応援したいと思う気持ちを持ったり、「自分はこう思っているんですけど、皆さんはどうですか?」って問いかけたりする作品も多く作りました。自分が音楽でやりたいことがたくさん実現してきた。「じゃあ、11年目はどうするの?」って、自分の中でずっと考えていました。そしてアルバム制作段階で、改めてこのタイミングで「自分自身に矢印を向け返してみよう」と思った」とのこと。

## 収録曲

### CD
1. ISM
作曲：VALSHE　編曲：G'n-
2. GIFT
作詞：VALSHE　作曲：VALSHE、佐藤瞬　編曲：佐藤瞬
3. シープランド
作詞：VALSHE　作曲：向井健太 　編曲：高木龍一
4. アンプレイアブル
作詞・作曲：VALSHE　編曲：G'n-
5. cue.
作詞：VALSHE　作曲・編曲：doriko
6. Lingerie
作詞：doriko　作曲：平間光　編曲：山崎佳祐
7. 「doctus-7.8.6.9-」
作詞・作曲：VALSHE　編曲：松岡美弥子
タイアップ:「Wizards Storia」テーマソング
8. 浪漫主義
作詞・作曲：VALSHE　編曲：G'n-
タイアップ:文化放送「矢野・小南 絵物語WA-GEI」エンディングテーマ[2][3]
9. INTRODUCTION
作詞：VALSHE　作曲・編曲：山本伸弘

### DVD（初回限定盤のみ）
1. 「GIFT」Music Video
2. Making of 「GIFT」